# Doug Jones (acteur)
Doug Jones (Indianapolis, 24 mei 1960) is een Amerikaans acteur. Dankzij zijn achtergrond als contortionist speelt hij onder meer met regelmaat bovennatuurlijke personages, zoals Abe Sapien in Hellboy en Hellboy II: The Golden Army, Fauno in El laberinto del fauno en Silver Surfer in 4: Rise of the Silver Surfer, telkens onherkenbaar onder een dikke laag grime. Wel herkenbaar is hij in onder meer Adaptation., als Augustus Margary.
Jones is bovengemiddeld lenig en kan zijn lichaam in de meest bevreemdende bochten wringen. Dit buitte hij oorspronkelijk uit door op te treden als contortionist, maar zijn lichaamscontrole bleek ook voor de camera nuttig. Dit uitte hij oorspronkelijk in kleine rolletjes, zoals die van een dunne clown in Batman Returns en die van een van de gentlemen in de voor twee Emmy Awards genomineerde aflevering van Buffy the Vampire Slayer genaamd Hush.
Met name regisseur Guillermo del Toro doet vaker beroep op  hem. De Mexicaan gebruikte Jones in de door hem geregisseerde films Mimic (als Long John), El espinazo del diablo, Hellboy, Hellboy II, El laberinto del fauno en The Shape of Water. In het eerste deel van Hellboy was Jones te zien als Abe Sapiens, maar niet te horen. De stem van het personage werd in die film nog ingesproken door David Hyde Pierce.

## Filmografie
*Exclusief vijf televisiefilms
| - Hocus Pocus 2 (2022) - The Bye Bye Man (2017) - The Shape of Water (2017) - Greyscale (2014) - Love in the Time of Monsters (2014) - Marble Hornets: The Operator (2014) - Cruel Will (2013) - Innocent Blood (2013) - Dust of War (2013) - Raze (2013) - The Man in the Silo (2012) - Rock Jocks (2012) - The Watch (2012) - John Dies at the End (2012) - End of the Road (2011) - Absentia (2011) - Lights Out (2010) - Carnies (2010) - Quantum Quest: A Cassini Space Odyssey (2010) - Cyrus (2010) - Legion (2010) - Gainsbourg (Vie héroïque) (2010) - My Name Is Jerry (2009) - Angel of Death (2009) - Super Capers (2009) - Pie & Coffee (2009) - Carnies (2008) - Quarantine (2008) - Fear Itself: Skin and Bones (2008) - Hellboy II: The Golden Army (2008) - The Man in the Silo (2008, stem) - The Wager (2007) - Fantastic Four: Rise of the Silver Surfer (2007) - Pan's Labyrinth (2006) | - Nora Breaks Free (2006) - Lady in the Water (2006) - El laberinto del fauno (2006) - The Benchwarmers (2006) - The Cabinet of Dr. Caligari (2005) - Doom (2005) - A Series of Small Things (2005) - Three Lives (2004) - Hellboy (2004) - Stuck on You (2003) - Adaptation. (2002) - Men in Black II (2002) - The Time Machine (2002) - Side Effects (2002) - Monkeybone (2001) - Steven Spielberg's Movie (2001) - Jack Frost 2: Revenge of the Mutant Killer Snowman (2000) - The Adventures of Rocky & Bullwinkle (2000) - Stalled (2000) - Three Kings (1999) - Mystery Men (1999) - Denial (1998) - Bug Buster (1998) - Mimic (1997) - Warriors of Virtue (1997) - Galgameth (1996) - Tank Girl (1995) - Magic Kid (1993) - Hocus Pocus (1993) - Batman Returns (1992) - Carnal Crimes (1991) - Night Angel (1990) - The Newlydeads (1987) |

## Televisieseries
*Exclusief eenmalige gastrollen
- Star Trek: Discovery - Saru (2017-2024)
- Adopted - Lloyd Adams (2013-)
- The Strain - The Ancient (2014-2016)
- Falling Skies - Cochise (28 afleveringen)
- Hell's Kitty - Father Damien (2015, twee afleveringen)
- Research. - Denny (2012-2013, acht afleveringen)
- The Neighbors - Dominique Wilkins (2012-2103, zes afleveringen)
- Dragon Age: Redemption - Saarebas (2011, zes afleveringen)
- Fallout: Nuka Break - Mayor Connors (2011, drie afleveringen)
- The Guild - Gerald (2011, twee afleveringen)
- Pretend Time - Gay Robot (2010, zes afleveringen)
- Universal Dead - Henry Vataber (2010, drie afleveringen)
- The Weird Al Show - Slangenmens (1997, vijf afleveringen)
- McDonaldland - Mac Tonight (1987-1989, vijf afleveringen)

- Bibsys: 7026924
- Biblioteca Nacional de España: XX4776539
- Bibliothèque nationale de France: cb141911248 (data)
- Gemeinsame Normdatei: 1063980399
- International Standard Name Identifier: 0000 0001 2102 6291
- Library of Congress Control Number: no2007052874
- MusicBrainz: a5fa5c2c-879b-48f8-bc41-c8433a688fb4
- Nationale Bibliotheek van Tsjechië: xx0089086
- Nationale Bibliotheek van Israël: 987007347201305171
- Nederlandse Thesaurus van Auteursnamen: 424585073
- Système universitaire de documentation: 144825422
- Virtual International Authority File: 79177750
- WorldCat: E39PBJkMMbxRTybtp3GhTJtR8C